# Sanshiro Murao
Sanshiro Murao (jap. 村尾 三四郎 Murao Sanshirō; ur. 28 sierpnia 2000) – japoński judoka. Olimpijczyk z Paryża (2024), gdzie zdobył  srebrny medal indywidualnie i w drużynie.
Złoty medalista mistrzostw świata w 2025 i brązowy w 2023; uczestnik zawodów w 2021, a także zdobył trzy medale w drużynie. Triumfator mistrzostw Azji w 2022 i 2024. Wicemistrz świata juniorów w 2018. Trzeci w mistrzostwach kraju w 2019 i 2021 roku.

## Letnie Igrzyska Olimpijskie 2024
| Konkurencja | Eliminacje                       | Eliminacje             | Finały                            | Finały                | Klas. końcowa |
| Konkurencja | Przeciwnik I                     | 1/4                    | 1/2                               | Finał                 | Miejsce       |
| ----------- | -------------------------------- | ---------------------- | --------------------------------- | --------------------- | ------------- |
| 90 kg       | Klen-Kristofer Kaljulaid (EST) Z | Aram Grigorian (UAE) Z | Maxime-Gaël Ngayap Hambou (FRA) Z | Lasza Bekauri (GEO) P | 2.            |